# Karéjos mohagomba
A karéjos mohagomba (Arrhenia spathulata) a csigagombafélék családjába tartozó, Európában honos, mohás gyepekben élő, nem ehető gombafaj. 

## Megjelenése
A karéjos mohagomba termőteste 0,3-1,5 (2) cm széles, alakja szabálytalanul félköríves, vese-, kagyló- vagy kanálszerű. Széle hullámos, fodros, nedvesen kissé bordás. Felszíne finoman nemezes vagy majdnem csupasz, sugarasan szálas. Színe fakó szürkésbarna, okkerbarna vagy sárgásbarna, nedvesen gyengén zónázott, szárazon világosra kifakul.
Húsa hártyásan vékony, fehéres-sárgás színű. Szaga és íze nem jellegzetes. 
Nagyon ritkás lemezei visszafejlődtek, redő- vagy bőrszerűek, fiatalon sokszor alig kivehetőek. Villásan elágazhatnak vagy keresztbekötöttek lehetnek. Színük szürkésbarna, sárgás, olívbarnás, a a kalap szélénél ibolyás árnyalatúak lehetnek. 
Tönkje igen rövid, szinte hiányzik, helyzet oldalt álló. Színe szürkésbarna, sárgás. 
Spórapora fehér. Spórája elliptikus vagy csepp alakú, sima, vékony falú, inamiloid, mérete 6-10 x 3-6 µm.

### Hasonló fajok
A recés mohagomba, a barna mohagomba, a fodros trombitagomba hasonlíthat hozzá.  

## Elterjedése és termőhelye
Európában honos.  
Homokpusztagyepeken, homokos talajú réteken él, szinte mindig moha között. Szeptembertől novemberig terem. 

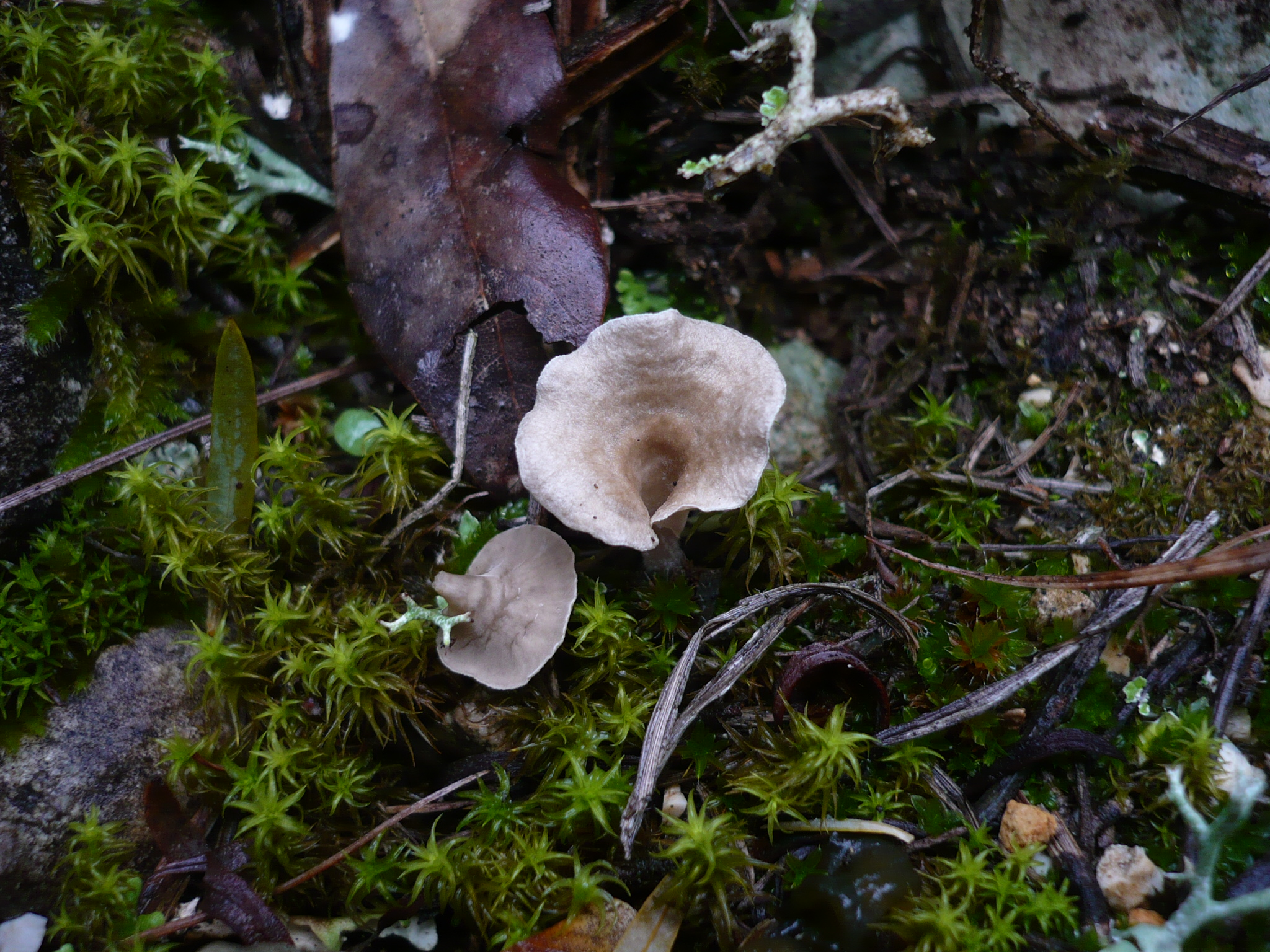
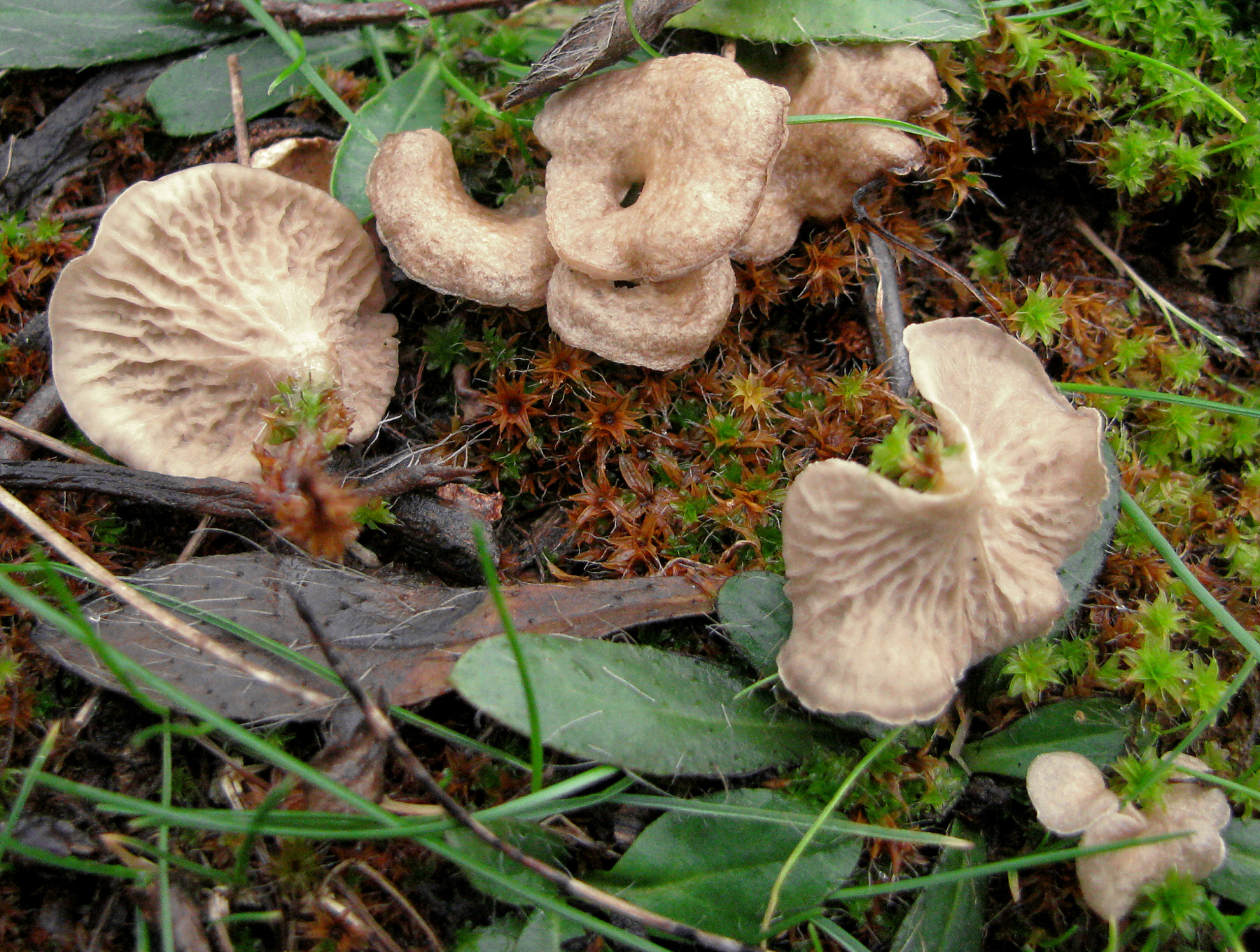
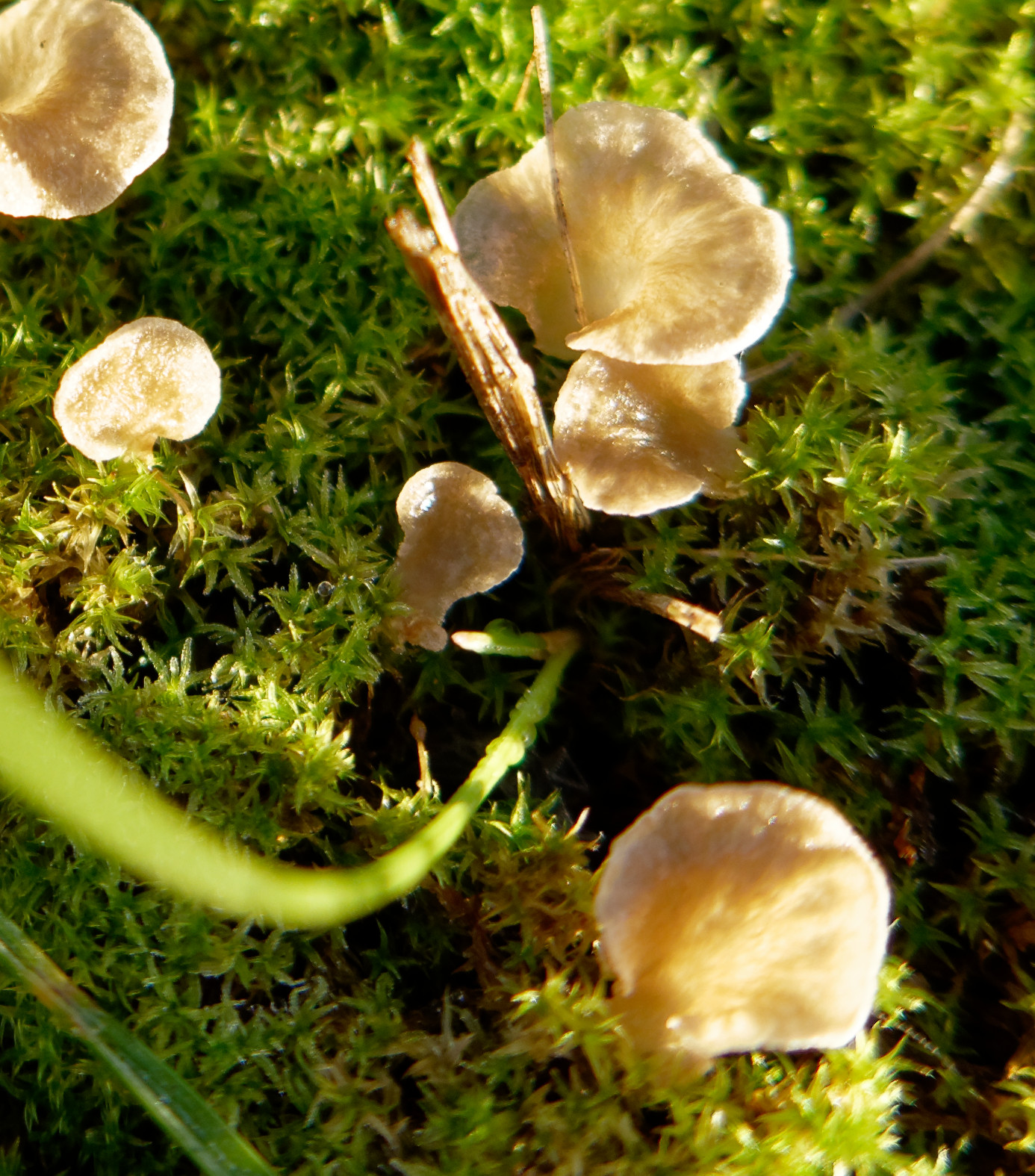
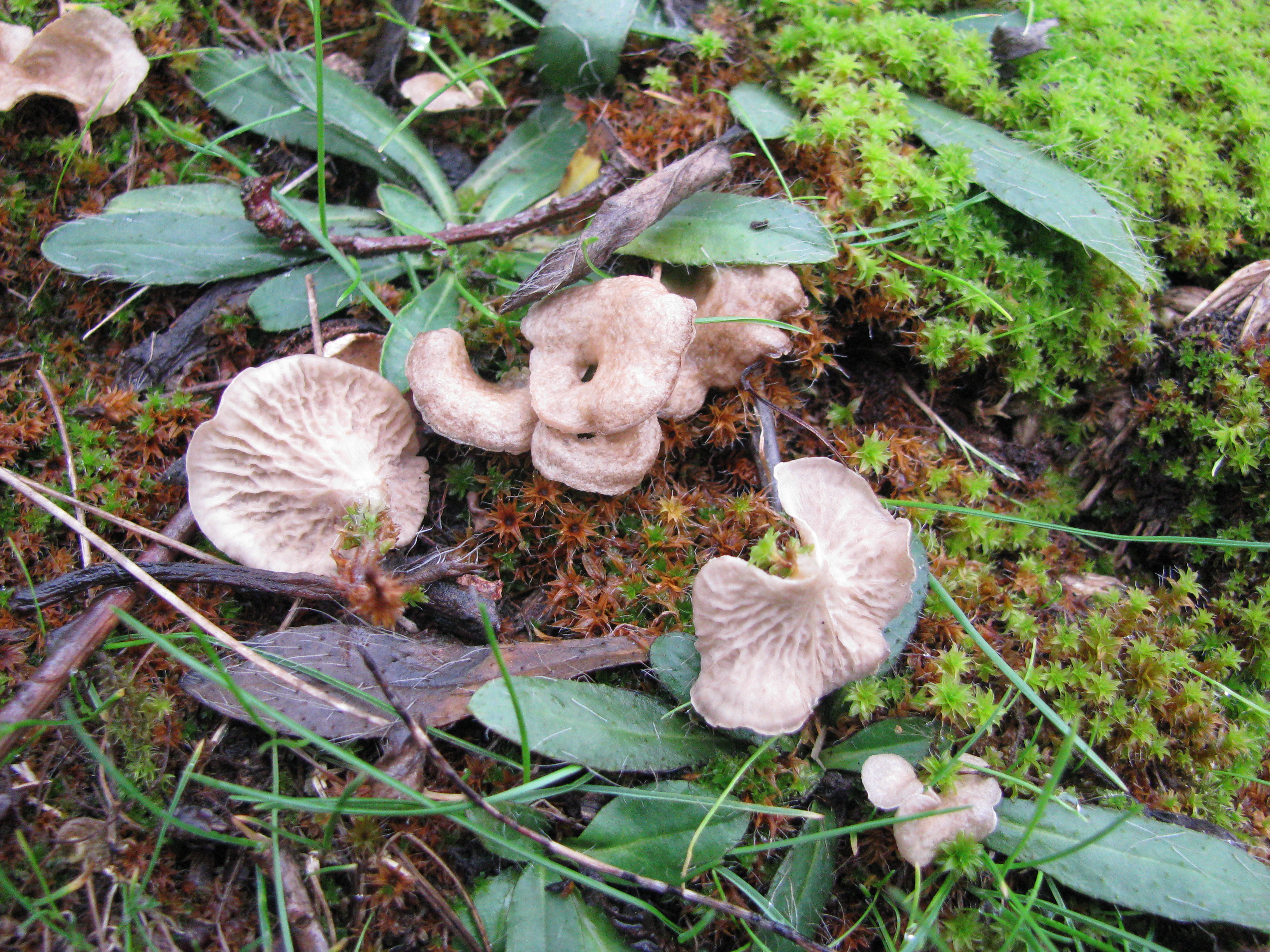

Nem ehető. 